# Amphiblestrum ruggeroi
Amphiblestrum ruggeroi är en mossdjursart som beskrevs av Rosso 1999. Amphiblestrum ruggeroi ingår i släktet Amphiblestrum och familjen Calloporidae. Inga underarter finns listade i Catalogue of Life.